# Acordo de Nkomati
O Acordo de Nkomati foi assinado em 1984 entre o governo de Moçambique, liderado pelo então Marechal Samora Moisés Machel, Presidente da República Popular de Moçambique, e pelo Presidente da África do Sul, Pieter Willem Botha. Este acordo tinha por intenção pôr termo à guerra civil em Moçambique. Para tal, os signatários do dito acordo concordaram em:	
- Deixar de apoiar a RENAMO (responsabilidade da África do Sul).
- Deixar de apoiar o ANC (responsabilidade de Moçambique).

Apesar disto, cada parte continuou a agir por conta própria, e os guerrilheiros da RENAMO prosseguiram com a guerra civil em Moçambique até que em 1992 foi assinado o Acordo Geral de Paz, em Roma, apoiado pela Comunidade de Santo Egídio.